# Frances McDormand
Frances Louise McDormand (rođena 23. lipnja 1957.), američka je filmska glumica. Supruga je Joela Coena od 1984. 
Glumila je u nekoliko filmova braće Coen, među ostalim Blood Simple (1984.), Raising Arizona (1987.), Fargo (1996.), za koji je dobila Oscara za najbolju glumicu. 
Osim ranih filmskih uloga, McDormand je glumila lik Connie Chapman u petoj sezoni televizijske policijske serije Hill Street Blues. 1988. glumila je lik Stelle Kowalski u produkciji Tennesseeja Williamsa A Streetcar Named Desire (Tramvaj zvan čežnja), za koju je bila nominirana za nagradu Tony.
Nagradu Tony dobila je kad se vratila na kazališnu pozornicu u predstavi Good People autora Davida Lindsay-Abairea, u ograničenom angažmanu na Broadwayu od 8. veljače 2011. do 9. svibnja 2011. Dobila je nagradu za najbolju glavnu ulogu.
Triput je bila nominirana za Oscara u kategoriji najbolje sporedne glumice za uloge u fimovima Mississippi Burning (1988.), Almost Famous (2000.) i North Country (2005.). Ostali važni filmovi su Short Cuts (1993.), Primal Fear (1996.), Wonder Boys (2000.) i Something's Gotta Give (2003.). Bila je nominirana za četiri Zlatna globusa, tri nagrade BAFTA i jedan Emmy.